# Ново-Мяхново
Ново-Мяхново — деревня в Смоленской области России, в Сафоновском районе. Население — 3 жителя (2007 год). Расположена в центральной части области в 9 км к востоку от города Сафонова, в 4.5 км южнее автодороги М1 «Беларусь», на берегу реки Ров. В 4 км к западу от деревни железнодорожная станция Дурово на линии Москва — Минск. Входит в состав Дуровского сельского поселения.

## История
В годы Великой Отечественной войны деревня была оккупирована гитлеровскими войсками в сентябре 1941 года, освобождена в 1943 году.